# 爆笑問題の検索ちゃん
『爆笑問題の検索ちゃん』（ばくしょうもんだいのけんさくちゃん）は、テレビ朝日で2005年10月8日から2009年9月26日まで毎週金曜日深夜に放送されていたトークショーを兼ねたクイズ番組で、爆笑問題（田中裕二・太田光）の冠番組でもある。現在は概ね毎年12月第4金曜日に、ネタ祭りのタイトルで演芸番組として放送されている。略称は「検索ちゃん」。

## 概要
「深夜の雑学クイズ」をテーマに、インターネットの検索によって得られたウェブサイト（Web）上の情報からクイズを出題する。また、クイズと並んでその内容から発展した出演者のトークもメインの内容となっている。このトークから、彼らや他の芸人達の意外なエピソードが聞かれることも特徴である。
2006年1月には、深夜の30分番組としては異例の2時間スペシャルを放送。以降も数度ゴールデンでの特番が放送（後述）された。ゴールデンタイム昇格を狙うも特番の視聴率が伸び悩んだ事もあり叶わなかった。
姉妹番組には同じく爆笑問題が司会を務める『今すぐ使える豆知識 クイズ雑学王』があり、一時期トークを兼ねた『検索ちゃん』と、クイズ主体の『雑学王』で棲み分けを行っていた。当番組終了後、2010年4月からネオバラエティに戻った『雑学王』は、同年10月以降、出演者を全員芸人にした上でトークの比重を高め、事実上当番組のフォーマットを継承した。『雑学王』の後番組『ストライクTV』は司会が爆笑問題ということ以外全く異なる内容となったが、2012年4月のリニューアル以降は当番組のスタイルに踏襲するようになり、2012年10月15日には『ストライクTV 特別編』として、同枠で『検索ちゃん』そのものが復活している。
放送時間は30分だが、太田光がボケ続けたり、エピソードを語りすぎるため、1回分の収録に2時間以上かかっている。それが3本撮りであるため、1日の収録時間は7時間以上に及び、田中裕二は「業界で一番長い収録」と語っている。そのため、放映時間内に収まらない内容も多く、「未公開SP」が放映されることがある。番組プロデューサーによると「太田さんは収録を出来るだけ時間内に収めようとしている。だからテープチェンジをするときに太田さんの落ち込み方が凄い」とのこと。
安定した人気を保っていたが、テレビ朝日が2009年秋の番組改編にともない『タモリ倶楽部』など一部を除いた深夜バラエティを全て終了させることになったため2009年9月26日放送（2009年8月26日収録）の『検索ちゃん最終回スペシャル』をもって、4年の歴史に幕を降ろした。
番組の終了について出演者は後年、「一度の収録で使うテープが多すぎて予算が無くなった」「タイタン以外の事務所から『拘束時間が長すぎる』と怒られた」「テレビ朝日の働き方改革に引っかかった」等、収録時間が長かったから終了したという旨のネタにしている。
レギュラー放送終了後、芸人ちゃんネタ祭りとして概ね毎年12月第4金曜日に放送が行われている。
また2017年5月5日、サイバーエージェントとテレビ朝日が運営しているインターネットテレビ局「AbemaTV」開局1周年記念特別企画として同局のAbemaSPECIAL2チャンネルにて「爆笑問題の検索ちゃんぴおん」として一夜限りの配信が行われた。
桑田佳祐（サザンオールスターズ）が本番組のファンであることを太田が言及している。また、本番組ではサザン及び桑田のソロ活動に関する問題が出題されたことが何度かある。

## 出演者

### 司会
- 太田光（爆笑問題）
- 小池栄子

### 解答者
毎回5名が出演。
2009年3月まではレギュラーである田中と、次長課長と品川庄司の2組から1-2名、準レギュラーの伊集院、東、土田、友近、ジュニアかゲストから2-3名というのが標準的な組み合わせだった。コンビの場合は、基本的に一方が解答者で、もう一方はクイズには参加せず「応援席からの応援」という形としてトークには参加するため、実質「クイズ解答権がないパネラー」である。ゲストには吉本興業所属の芸人が呼ばれるケースが多く、レギュラーの品川庄司と次長課長も吉本所属なので場合によっては解答者が田中以外吉本に所属している芸人だけになることもある。
2009年4月から、次長課長と品川庄司が2週間ごとに交互に出演するようになった。そのため、ゲストによって解答者の人数は4名または5名と変動するようになった（ゲストがピン芸人の場合、太田・小池以外の全出演者が解答者となり解答者5名で応援席なし。ゲストがコンビ等の場合、解答者4名で応援席に2名程配置）。

#### レギュラー
- 田中裕二（爆笑問題）
- 次長課長（河本準一、井上聡）
- 品川庄司（品川祐、庄司智春）

#### 準レギュラー
- 伊集院光
- 東貴博（Take2）
- 土田晃之
- 友近
- 千原ジュニア（千原兄弟）

#### ゲスト
五十音順。スペシャル放送は除く。
- 天野ひろゆき（キャイ〜ン）
- 有吉弘行
- アンガールズ（田中卓志、山根良顕）
- アンジャッシュ（児嶋一哉、渡部建）
- アンタッチャブル（山崎弘也、柴田英嗣）
- 飯尾和樹（ずん）
- 芋洗坂係長
- インパルス（堤下敦、板倉俊之）
- インリン・オブ・ジョイトイ
- 上島竜兵（ダチョウ倶楽部）
- エド・はるみ
- オードリー（若林正恭、春日俊彰）
- おぎやはぎ（小木博明、矢作兼）
- オリエンタルラジオ（中田敦彦、藤森慎吾）
- カンニング竹山
- 麒麟（川島明、田村裕）
- くまきりあさ美
- 劇団ひとり
- ケンドーコバヤシ
- 小島よしお
- ザブングル（松尾陽介、加藤歩）
- サンドウィッチマン（伊達みきお、富澤たけし）
- 東京03（飯塚悟志、角田晃広、豊本明長）
- 清水ミチコ
- 陣内智則
- 世界のナベアツ
- 関根勤
- ダイノジ（大地洋輔、大谷ノブ彦）
- タカアンドトシ（タカ、トシ）
- 千原せいじ（千原兄弟）
- つるの剛士
- TKO（木本武宏、木下隆行）
- 出川哲朗
- デンジャラス（ノッチ、安田和博）
- 長井秀和
- なだぎ武（ザ・プラン9）
- 南海キャンディーズ（山ちゃん、しずちゃん）
- にしおかすみこ
- NON STYLE（石田明、井上裕介）
- 博多華丸・大吉（博多華丸、博多大吉）
- バッファロー吾郎（木村明浩、竹若元博）
- バナナマン（設楽統、日村勇紀）
- ハリセンボン（箕輪はるか、近藤春菜）
- はるな愛
- ハローバイバイ（関暁夫、金成公信）
- 髭男爵（山田ルイ53世、ひぐち君）
- 彦摩呂
- ビビる大木
- BOOMER（河田貴一、伊勢浩二）
- ふかわりょう
- 藤井隆
- FUJIWARA（藤本敏史、原西孝幸）
- フットボールアワー（岩尾望、後藤輝基）
- ブラックマヨネーズ（吉田敬、小杉竜一）
- ペナルティ（ヒデ、ワッキー）
- 北陽（虻川美穂子、伊藤さおり）
- ほしのあき
- ほっしゃん。
- 堀内健（ネプチューン）
- ますだおかだ（増田英彦、岡田圭右）
- 松村邦洋
- 宮川大輔
- 森三中（大島美幸、村上知子、黒沢かずこ）
- 安田大サーカス（団長、クロちゃん、HIRO）
- 柳原可奈子
- 山崎邦正
- 吉岡美穂
- レイザーラモンHG
- レギュラー（西川晃啓、松本康太）
- ロバート（山本博、秋山竜次、馬場裕之）
- 笑い飯（西田幸治、哲夫）

### その他出演者

#### タイトルコール
- レニー・ハート

#### ナレーション
- 矢島悠子（テレビ朝日アナウンサー）

#### 前説担当
- 5番6番（樋口和之、猿橋英之）

## 番組の流れ
レギュラー放送におけるクイズの流れを説明する。
1. 番組が用意した6つの“検索キーワード”の中から解答者が1つ選ぶ。そのキーワードをYahoo! JAPANで検索し、見つかったウェブページの中の情報を問題として出題する。2006年2月4日から、「ネットカキコミ」というキーワードが登場。これを選ぶと、ネット上に書き込まれたその回の解答者の中の誰かの恥ずかしいエピソードから出題される。大抵は河本が合コンの話題、庄司がナンパの話題である。夕方に放送される地域のことを考慮して、検索キーワードが下ネタなどであっても、VTRやクイズ内容は過激になりすぎないように作られている。
2. 解答は筆記式であり、解答者の答えを見るときは太田の指示によって開かれていく。
3. 5問終わって、最多正解者が優勝（検索ちゃんぴおん）となる。最多正解者が同率で複数居る場合は、太田の独断で優勝者が決まる。この場合、田中は優勝者から外されることが殆どである。難しい問題を答えた人やトークが面白かった人、滅多に正解しない人（庄司や井上など）が選ばれる事が多い。
4. 番組の最後には、爆笑問題の2人が椅子に座って内容を振り返るトークコーナーがある。

## エピソード

### 番組進行・形式
- 番組の途中で話題になったキーワードは下や上の別画面で検索され、検索された件数が表示される。
- 解答者の答えが表示される画面には、解答が開かれるまで「検索ちゃん」というロゴが表示されている。たまに太田が「田中さんの解答には『検索ちゃん』と書かれていますが…」等とボケることがある。
- 何人かの解答が同じになった時は、太田がもったいぶった言い方で「残りの解答を開きます!」と言う。
- 太田が応援席にいる芸人に「あのカンペを見てください。」と振ったときは、太田と応援席の芸人たちが、「何ナニ?残りの回答を、全部、オープン!?」と、やたら大袈裟に読み上げ、読んだ全員で色々なポーズをキメる。この時、田中は「そんなにもったいぶる意味がわからない」などとツッコミを入れていた。この集団は演技も安っぽい事から「貧乏劇団」と呼ばれる。しかし、この部分は必ず放送されることから解答者、小池、田中も参加することがある。実際、小池以外の出演者全員が参加した事もあった。しばらく行われない時期があったが、2006年11月3日の放送で半年振りに復活。しかしやり方をすっかり忘れていた太田のおかげでグダグダだった。

### 司会者関連
- 太田は田中の人間性や昔の出来事を赤裸々に語る事が多い。
  - 過去には「ウーチャカ大放送が気持ち悪い」や「昔、田中が女性スタッフをホテルに誘っているところを目撃した」、「打ち合わせの店でスイーツを全部頼んだ」、「大学時代に初めて会った時、『俺の事をウーチャカと呼べ』といきなり言われ恐かった」等を語っている。が、他の番組で話した内容であることが殆どで、出演者（特に土田）に窘められることも。
- 番組中、松田優作の話題で盛り上がったため、太田が「番組名を『優作ちゃん』にしましょう。」と提案したことがあるが、田中にあっさり却下された。
- 太田があまりにも暴走したトークをするので品川に「R-1に出て!」と言われたことがある。
- 小池は太田に毎回と言っていい程「大奥〜華の乱〜」（フジテレビ系）出演をいじられその際のボケは必ず「小池さんはバカ殿役で大奥に出演してました」である。毎回ボケが同じであるため小池から「少しはひねって下さい」とダメ出しされる。また小池が女優で活躍している事に対して「胸だけで成り上がった奴が女優気取りして」といじるが小池からは「はいはい、胸だけでやってきましたよー」と大人な対応をされ立ち位置に戻された。
- 小池は大勢の芸人が居る中紅一点で出演する場合が多く、下ネタが出てそれをふられた際には、無視する訳でもなく芸人達(主に太田)を軽くあしらう場合が多い。
  - 素っ裸でオシッコをする時に両手をどうすればいいか悩む話題で太田が小池に「小池さんはどうしますか？」と聞くと小池は「はい、私はこうしまーす」と言って両手を上げてそそくさと次の問題へいった。
- 番組に小池の母、祖母が観覧しに来たことがある。
- 河本から「小池が一番恋人にしたくないのは誰か？」という質問をされた小池は東を選択。これ以降、東はひねくれてしまう（小池曰く、「東さんとエスパー伊東さんだったらエスパーさん」とのこと）。
- 2012年10月15日の約3年ぶりの復活放送の際、小池は3年間女優業に仕事をシフトしていた事を指摘され、品川に「何で唯一のバラエティーの仕事がこれなの!?」と言われた。また小池によると、「これ（検索ちゃんの収録）の前が渡辺謙さんとの仕事、これの後は吉永小百合さんとの仕事」だったと言う。

### レギュラー・準レギュラー関連
- 土田は太田にツッコミを入れることが多い。
  - 土田曰く、「太田さんのリハビリのための番組」、「小池と太田は司会が下手」。
  - また、土田は太田のあしらい方が上手い。実際、暴走した太田を「はいはい、太田さんの言う通り」などと言って、太田を黙らせることがあった。
  - いつもかなりキツイ事を言って太田の話を止めるが、太田自身は大して堪えておらず、「土田はいつも僕を傷つけずに番組をスムーズにしてくれる」と言われた時に思わず「あれで傷つかねえの！？もうお前、死ねや！！」とキレた事がある。
- オープニングでメンバー全員がドンちゃん騒ぎをし（通称、「オープニング祭り」）、小池を毎回怒らせることから太田が「この番組のサブタイトルは女王の教室なんです」と言った事がある。
  - 一方、土田は騒ぎに参加せずに黙って座っていることが多いため、小池は｢土田さんはやる気ないのかな?」と思っていたという。後日アメトーーク!に出演した際、土田はこのことを「みんなが騒いでるところに行っても目立たないから」と、計算した上での行動だと告白した。
- 田中がある回で小池の胸をチラッと見て「乳チャカ」、「田中乳二」と呼ばれたことがある。
- どのクイズ番組でも正解率が高い伊集院は検索ちゃんでも同様なので品川に「頭いいなー、伊集院さん」と言われ、「どのクイズ番組でも品川から頭がいいと言われるのでどういう反応をしていいのかわからない」と返したことがある。伊集院は、2007年4月27日の放送で番組初の5問全問正解を達成している。
- 太田は解答者を独自のあだ名で呼ぶ（あまりに適当すぎて毎回微妙に変わる）。他のゲストもボケて呼ぶ事もある。
  - 河本→（我らが巨匠）河本大先生
  - 井上→イケメン代表（イケメン大魔王・イケメン大魔神・イケメン大王）
  - 品川→Mr.検索ちゃん
  - 庄司→かわい子ちゃん
  - 土田→我が愛しのお兄ちゃん（お兄ちゃま）[注 2]
  - ジュニア→少年の心を持ったままの子供
  - 井上と庄司をまとめて→イケメンブラザーズ
- 次長課長の出演時に、太田が河本の持ちネタである「お前に食わせるタンメンはねぇ!」というフレーズを使うことが多い。その度に河本は「やめてくださいよ！」と主張している。
- 河本は過去、品川とオリエンタルラジオ藤森の解答をカンニングし正解を取り消されたことがあり、伊集院に「クイズ番組にはいろんなポジションがあるけれど、これまで『カンニング』というポジションはなかった」と言わしめた。
- 庄司が噛んで友近を「トミー」と呼んでしまったため、友近のニックネームが「トミー」になりかけたことがある。
- クイズの解答中、庄司が何かひらめきとても喜びながら答えたが、実際は他の解答者と同じ事を書いていた。
- 矢作が「はずす」と書くべきところを「はずつ」と書いてしまい、出演者からツッコミを受けた。
- ゲスト解答者のワッキーに関するネットカキコミが出題された（初めて仕事をする女性スタッフが自分に気があるか探るためやっている姑息な行動とは？－正解は「わざと足を踏む」）際、土田が解答をボイコットした。

### ゲスト解答者関連
- ペナルティが出演したときに、オープニング祭で「お化けの救急車」をした。しかし、太田はノリだけで格好はばらばらだった。太田とペナルティ以外にしたのは品川庄司の2人だけだった。
- オリエンタルラジオが出演した際に、太田が、彼らが芸人になったきっかけを聞いた。そこで、中田が「爆笑問題のラジオ（爆笑問題カーボーイ）にハガキを投稿して採用されたことがある」と答え、田中は「嬉しい」と答えた。しかし、違う曜日の同じ時間帯で同じTBSラジオで放送している伊集院光のラジオ（伊集院光 深夜の馬鹿力）は聞いていなかったらしく、立腹した伊集院はマジックペンでタバコを吸う真似をしていた。
- 一度だけ、伊集院が入る予定だったが伊集院が体調不良で休み、急遽ずん飯尾和樹が出演したことがあった。収録日の飯尾のスケジュールは草野球が1つ入っていただけだったとか。
- 麒麟が出演した時に、キーワードに「キリンの秘密」というキーワードがあり、川島はそれを選んだが、実際は動物のキリンの話だった。その後、井上がネットカキコミを選択したが、この日のネットカキコミは小池のもので、打ち合わせのときは麒麟だと言われており、一種のドッキリをしたことになるが、品川は「ネットカキコミでもいじられず、キリンの秘密は動物のキリンで、麒麟の二人がかわいそう」と言った。
- 堀内健が出演した時、映画「ダイ・ハード」に関する問題が出た際に堀内は解答に「ハ」とだけ書いてあった。何故なのか聞くと、ネプリーグの「ファイブリーグ」で（田中が「ダ」、土田が「イ」、友近が「ー」、河本が「ド」と書くのをイメージして）解答したと発言した。

### バカ3人組&陣内の珍解答
この番組の面白さの一つに「珍解答」がある。特に庄司智春、井上聡、小木博明の3人は珍解答を連発しているため、通称「バカ3人組」と呼ばれている。また、陣内智則も珍解答が多い。
- 井上と庄司はナイチンゲールがどんな事をした人か太田から教えてもらうまで知らなかった（2人とも名前だけは知っていた）。
- 井上と陣内は、モンブランは酸っぱいか・塩辛いかという話に、番組そっちのけでのめり込んでいた。
- 庄司が本番中に「すぐ寝られるコツがある」と言って、本当に寝てしまったことがあった。
- 番組内で「好きなフルーツは？」という話題になったとき、井上は「ユッケ」、庄司は「チャンジャ」と言った。
- 番組内で「揚げプリン」が運ばれてきた時、井上が「これ何味!?」と隣にいた品川に聞いた。

この3人組＋陣内の間には独特に通ずるものがあるらしく、バカ3人組が揃って解答席にいると、他のメンバーが唖然とするようなコメントでも「俺、言ってること何となくわかるよ」と意気投合することや、庄司・井上の衝撃的な解答に会場が騒然とする中、小木だけは「なるほどね」と頷き納得、とどめに小木の似たような珍解答が開けられ、庄司・井上が「来たコレ!」「俺生きてるよ!」と水を得たように活き活きとするという流れが度々起こる。
小池はあまりのバカっぷりに呆れを通り越して、子を見守るような温かい視線を向けているが、そんな中でも検索ちゃんぴおんの決定は太田の独断であるため、小木以外の3人は、検索ちゃんぴおんになったことがある。

## 特別企画
通常のルールを変えた特別企画は基本的にスペシャル放送で行われるが、稀にレギュラー放送でも、趣向を凝らした回が放送される。
アイドル暴露スペシャル（2006年1月28日）
インリン・オブ・ジョイトイ、吉岡美穂、ほしのあき、くまきりあさ美の4人と、更に通常では司会側の小池も解答者となり（代わりに田中裕二が司会）、解答者が5人全てアイドルとなった。
問題は全て、キーワードに関連した解答者の恥ずかしいエピソードがクイズとして出題された。
応援席は伊集院光とFUJIWARAの3人。
デブ芸人スペシャル（2006年2月25日）
田中以外の解答者が太った芸人4人（伊集院、松村、HIRO、竹山）で、検索キーワードもデブに沿った内容のものになっている。品川庄司と次長課長が出演しなかったのはこの2回だけである。
芸人雑学王出場権争奪バカ芸人スペシャル（2006年6月23日）
正解率の低い庄司、井上、友近、アンガールズ田中、陣内で行われた。最下位は後日行われるゴールデン特番「芸人雑学王決定戦」への出場権が剝奪される。解答席は司会席に近いほうから正解率が高い順で、庄司が23％、友近が14％、アンガールズ田中が10％、井上が7％、陣内が0％（正解経験無し）。結果は陣内が3問、アンガールズ田中が4問、井上が2問、庄司と友近が1問となり、庄司と友近のサドンデスで漢字テストを行なったがすぐには決まらなかった（庄司にいたってはもはや字ではない解答も出た）。結果的には友近が最下位となり、ゴールデンSPの出演権を剥奪された。
ランキングスペシャル（2006年8月26日、9月9日、11月25日）
全問、ホームページ（webページ）に掲載されたランキングから出題（指定された順位の項目や、上位の項目を見て何のランキングかを当てる問題）
チャンス問題（2006年9月9日、9月16日に登場）
5問中1問に「チャンス問題」が導入され、正解者で賞金5万円を山分け。
おこづかいスペシャル（2006年11月11日）
5人には予め「太田ちゃん人形」が1人10体ずつ渡された状態で、問題に挑む
各問題で正解者は各自、不正解者から3体の人形を横取り出来る（3人から1体ずつ、1人から3体ずつ等、奪う配分は自由）
最終的に人形を一番多く獲得していた人が「検索ちゃんぴおん」で、持っている人形×1万円の賞金を獲得。逆に、最終的に人形が無くなった（マイナスになった）人は「友情出演」扱い（ギャラ無し）。
賞金をもらえるルールのため解答席は皆真剣になり、太田が話を振っても無視をするので収録時間がいつもより短かった。伊集院は「こんなにギスギスした『検索ちゃん』は初めて」と呆れ、応援席の井上と庄司はお金欲しさに腹黒くなる面々（特に相方）を遠い目で見ていた。
小池栄子結婚スペシャル（2007年8月31日）
小池の結婚会見の前日（8月29日）に、観客を一切入れずに収録が行われた。
小池が田中の代わりに回答者席に座り、他のレギュラーが小池に今回の結婚に関する質問をするという形で出題。小池の答えと一致すれば正解となる（故に小池が全問正解となり、検索ちゃんぴおんとなった）。
「ファーストキスの場所は？」「夫、坂田亘にこれだけはやめてほしい事は？」など結婚会見でも飛び出さなかった際どい質問が相次ぎ、そのおかげで結婚会見にリラックスして臨めたと小池は話している。
また、爆笑問題が芸術選奨文部科学大臣賞放送部門を受賞した時、田中裕二が万馬券を当てた時、陣内の婚約直前にも特別企画を行った。
祝!100回もやっちゃいました!スペシャル（2007年10月6日・10月13日）
放送開始から100回目記念となり、全ての問題が「爆笑問題の○○」（○には様々な検索キーワードが入る）となっている。
通常の放送よりもさらにトークを重視された。そのため尺の都合上2週に分けられて放送された（番組史上初）。
また、いつものような応援席はなくレギュラー出演者全員が回答に回った。
収録（太田のトークが原因）の長さが良い意味で強く感じられる放送となり、スタジオも盛り上がり、反響も良かった。

## スペシャル放送・配信
ここでは、クイズ企画を実施したスペシャル回を記述する。「芸人ちゃんネタ祭り」の放送については、下記を参照。

### 2006年1月6日放送
2時間スペシャル。通常とは違い負け残り形式で、かつ同じ検索キーワードを何度でも選ぶことができた。
5名ずつ2つのブロックに分かれて予選を戦い、それぞれのブロックの下位2名だった河本、品川、友近、堤下と、田中の計5名が決勝戦に進む。決勝戦で最下位だった堤下が「検索おバカちゃん」になってしまった。
検索キーワードはすべて出演者およびコンビ名となっていて、選択すると出演者の恥ずかしいエピソードがクイズとして出題された。
出演者
- 田中裕二
- 伊集院光
- 土田晃之
- 品川祐（品川庄司）
- 庄司智春（品川庄司）
- 河本準一（次長課長）
- 井上聡（次長課長）
- 堤下敦（インパルス）
- 板倉俊之（インパルス）
- 友近

### 2006年3月23日放送
3時間スペシャル・ゴールデン特番。
『タレントブロック』と『芸人ブロック』の2部構成で、両ブロック共、ネットカキコミ（出演者の恥ずかしいエピソード）問題のみが立て続けに出題された。視聴率は7.2%と低調に終わった。
芸人ブロックの解答者
- 田中裕二
- 伊集院光
- 土田晃之
- 品川祐（品川庄司）
- 河本準一（次長課長）
- 小木博明（おぎやはぎ）
- 劇団ひとり
- 友近
- 西川きよし
- 名倉潤（ネプチューン）

芸人ブロックの応援席
- 東貴博
- 庄司智春（品川庄司）
- 井上聡（次長課長）
- 矢作兼（おぎやはぎ）

タレントブロックの解答者
- デヴィ・スカルノ
- 叶恭子
- 叶美香
- 磯野貴理子
- 勝俣州和
- 青田典子
- インリン・オブ・ジョイトイ
- 城咲仁
- 諸星和己
- 黒沢年雄

タレントブロックの応援席
- 田中裕二
- 東貴博
- 土田晃之

### 2006年6月29日放送
2時間スペシャル・ゴールデン特番。芸人雑学王を争う。
解答者がAブロックとBブロックに別れ、各ブロックの上位3名が決勝進出。
友近も解答者として出演予定だったが、前述の「バカ芸人SP」で最下位だったために、応援席での参加となった。
視聴率は10.4％を記録した。
Aブロック解答者
- 田中裕二
- 東貴博
- 河本準一（次長課長）
- 庄司智春（品川庄司）
- 山根良顕（アンガールズ）
- 岩尾望（フットボールアワー）
- ゴリ（ガレッジセール）
- カンニング竹山
- 長州小力
- まちゃまちゃ

田中、山根、小力が決勝進出。
Bブロック解答者
- 伊集院光
- 土田晃之
- 品川祐（品川庄司）
- 井上聡（次長課長）
- 劇団ひとり
- 陣内智則
- 田中卓志（アンガールズ）
- 後藤輝基（フットボールアワー）
- ビビる大木
- レイザーラモンHG

伊集院、後藤、大木が決勝進出。
決勝戦は1位が伊集院光、2位が後藤輝基、3位が山根良顕、4位が田中裕二と長州小力、6位がビビる大木だった。

### 2006年9月29日放送
2時間スペシャル・深夜枠での特番。
「妻帯者ブロック」「モテる芸人ブロック」「多芸芸人ブロック」の3ブロックに別れ、各ブロック毎に、ブロックのテーマに当てはまる5人が解答席に着いてクイズに挑む。ブロック分けは以下の通りで、河本、劇団ひとり、宮迫は2ブロック参加。
- 妻帯者ブロック→田中、土田、宮迫、品川、河本
- モテる芸人ブロック→劇団ひとり、矢作、小木、井上、庄司
- 多芸芸人ブロック→伊集院、宮迫、河本、友近、劇団ひとり

モテる芸人ブロックに小木が入っていることに周りからは不満の声が上がっていたが、これにより前述の「バカ3人組」が1ブロックにまとめられた。
問題は全て、「ネットカキコミ」から出題。それ以外は通常通り、用意された6つの“検索キーワード”から選択して、そのキーワードに関連した「ネットカキコミ」問題が出題される。妻帯者ブロックにおいて、キーワード「浮気疑惑」では、河本の嫁が問題を投稿しており、河本を含む出演者等を驚かせた。
各ブロック5問出題して、最多正解者の土田、矢作、宮迫が決勝進出。決勝戦は、残りの9名に関するネットカキコミから出題。実際に出題されたのは、品川に関する問題2問と田中に関する問題1問。早押し・2問先取のルールで土田が「検索ちゃんぴおん」となり、太田の銅像つき・20万円相当の特製トロフィーが贈られた。しかし土田は欲しくなさそうな顔をしていた。
解答者
- 田中裕二
- 伊集院光
- 土田晃之
- 品川祐（品川庄司）
- 庄司智春（品川庄司）
- 河本準一（次長課長）
- 井上聡（次長課長）
- 小木博明（おぎやはぎ）
- 矢作兼（おぎやはぎ）
- 劇団ひとり
- 友近
- 宮迫博之（雨上がり決死隊）

### 2007年2月17日放送
「ドスペ!」枠で放送。キーワードは全て最近流行した物となっており、そこから選択をする。
放送日当日が陣内と藤原紀香の結婚式だったため、本編内と本編終了後に編集したばかりの結婚会見の模様も併せて放送された。CM明けに少しずつ会見の模様が織り込まれていた。
15人に対して解答席は5席しか無いため、10人は応援席で見学する。ただし、数問毎に「席替えタイム」を実施。応援席の中から小池から指名された2名が解答席に座る事が出来る代わりに、これまでの成績等に関係なく、応援席に下がって欲しい人を、100人の観客が解答席の5人の中から投票し、得票数上位2名が応援席へ戻される。VTRで森山良子、マダム路子、レギュラー、品川の妻、アンガールズ田中の母親が出演した。また、爆笑問題田中のアメリカ旅行、デビュー当時の品川庄司、大学時代の山根、中学生時代の友近といった、出演者の若き日のVTRも流された。
結果は、土田が検索ちゃんぴおんとなり、賞金100万円を獲得した。
出演者：正解数
- 田中裕二：1問
- 伊集院光：1問
- 東貴博：0問
- 土田晃之：4問
- 品川祐（品川庄司）：1問
- 庄司智春（品川庄司）：1問
- 河本準一（次長課長）：1問
- 井上聡（次長課長）：1問
- 小木博明（おぎやはぎ）：1問
- 矢作兼（おぎやはぎ）：2問
- 田中卓志（アンガールズ）：3問
- 山根良顕（アンガールズ）：0問
- 劇団ひとり：1問
- 友近：1問
- 陣内智則：2問

### 2007年3月5日放送
「月バラ!」での放送。普段と異なり屋外でのロケ収録となる。
銀座の高級店に出向き芸人が時間内に早押しでテーマ（料理の材料、分野など）に関する雑学を披露しその中から店主に面白いと思った芸人を判定してもらう。店ごとに雑学を披露する側と誰が選ばれるかを予想する側に分かれ、店主に選ばれた芸人と予想を当てた芸人のみが料理を食べられる。
通常回と同じく番組の最後に太田が本日の雑学ちゃんぴおんを決定。雑学ちゃんぴおんには4店中3店で料理を食べた品川が選ばれた。井上と庄司は1回も食べられなかった。
視聴率は振るわず、3.6%と低かった。
出演者
- 田中裕二
- 伊集院光
- 東貴博
- 土田晃之
- 品川祐（品川庄司）
- 庄司智春（品川庄司）
- 河本準一（次長課長）
- 井上聡（次長課長）
- 劇団ひとり
- 友近

### 2008年6月26日放送
19:53 - 21:48の2時間スペシャル。いきなり!黄金伝説。からのステブレレス。
「爆笑問題結成20周年記念特別企画〜第2夜〜」（第1夜は前日25日の今すぐ使える豆知識 クイズ雑学王）と題し、祝!100回もやっちゃいました!スペシャルの拡大版で、キーワードは全て爆笑問題の20年間の歴史を紐解くもので、問題は回答者による選択ではなく事前の順番どおりに出題された。
爆笑問題や出演者全員の秘蔵映像を振り返りつつ、爆笑問題の結成20周年を祝う内容で、VTRでも立川談志、松村邦洋などゆかりのある芸能人が出演した。回答者席は通常と同じく5つで、回答者席の後ろには他の芸人達の応援席が用意されており、問題ごとに一部の回答者が代わる仕組みで一問のみ出演の回答者もいた。
収録時間はこれまでの中で最長の9時間にも及んだ。
出演者
- 伊集院光
- 土田晃之
- 品川庄司（品川祐、庄司智春）
- 次長課長（河本準一、井上聡）
- 友近
- 千原兄弟（千原せいじ、千原ジュニア）
- ダチョウ倶楽部（上島竜兵、寺門ジモン、肥後克広）
- デンジャラス（ノッチ、安田和博）
- BOOMER（河田貴一、伊勢浩二）
- 石塚英彦（ホンジャマカ）
- 堀内健（ネプチューン）
- 三村マサカズ（さまぁ〜ず）
- 中島知子（オセロ）
- なだぎ武（ザ・プラン9）
- 出川哲朗
- 有吉弘行
- カンニング竹山
- ふかわりょう
- にしおかすみこ
- 磯野貴理
- 中山秀征
- おすぎ
- ピーコ

### 2009年1月28日放送
1時間スペシャル。テレビ朝日50周年記念の番組として放送され、テレビ朝日関連の問題が出題された。
出演者
- 伊集院光
- 千原ジュニア（千原兄弟）
- 次長課長（河本準一、井上聡）
- 品川庄司（品川祐、庄司智春）
- 友近
- 中川礼二（中川家）

### 2012年10月15日放送
レギュラー放送終了以来約3年ぶりの1時間スペシャル。この回以降は『ストライクTV 特別編』（月曜日23:15 - 翌0:15 JST）として放送されている。
出演者
- 伊集院光
- 小杉竜一（ブラックマヨネーズ）
- 品川庄司（解答席：品川祐、応援席：庄司智春）
- 山崎弘也（アンタッチャブル）
- さらば青春の光（解答席：森田哲矢、応援席：東口宜隆）

### 2012年11月5日放送
前回の復活スペシャルが好評で再び復活することになった。また、2週連続放送の1週目である。
出演者
- 千原ジュニア（千原兄弟）
- 品川庄司（解答席：品川祐、応援席：庄司智春）
- 堀内健（ネプチューン）
- ジャングルポケット（解答席：斉藤慎二、応援席：武山浩三・太田博久）

### 2012年11月12日放送
2週連続放送の2週目である。
出演者
- 伊集院光
- 石塚英彦（ホンジャマカ）
- ハリセンボン（解答席：近藤春菜、応援席：箕輪はるか）
- 品川庄司（解答席：庄司智春、応援席：品川祐）

### 2013年12月6日放送
テレビ朝日開局55周年記念『55時間テレビ』の一環として復活放送。解答席と応援席は問題ごとに交代された。
出演者
- 東貴博（Take2）
- 伊集院光
- カンニング竹山
- 劇団ひとり
- 次長課長（河本準一、井上聡）
- 品川庄司（品川祐、庄司智春）
- 土田晃之
- フットボールアワー（岩尾望、後藤輝基）
- 山崎弘也（アンタッチャブル）

### 2017年5月5日配信
サイバーエージェントとテレビ朝日が運営しているインターネットテレビ局「AbemaTV」開局1周年記念特別企画として同局のAbemaSPECIAL2チャンネルにて21:00 - 23:00に復活配信。解答席と応援席は問題ごとに交代された。
出演者
- 東貴博（Take2）
- 伊集院光
- 古坂大魔王
- 次長課長（河本準一、井上聡）
- 品川庄司（品川祐、庄司智春）
- 土田晃之

### 2017年10月1日放送
「2017男と女の大問題スペシャル」として21:58 - 23:05に放送。
出演者
- 東貴博（Take2）
- 伊集院光
- 大久保佳代子（オアシズ）
- 春日俊彰（オードリー）
- 古坂大魔王
- 児嶋一哉（アンジャッシュ）
- 三四郎（小宮浩信、相田周二）
- 友近
- メイプル超合金（安藤なつ、カズレーザー）

## 芸人ちゃんネタ祭り
「芸人ちゃんネタ祭り」は小池たっての要望により開始された、出演者のネタを披露するスペシャル番組である。
ネタ時間の制限なしで芸人がネタを披露する特別編。爆笑問題をはじめ、テレビではあまりネタを披露しなくなった出演者のネタを見ることができる貴重な機会となっている。コンビ活動をしていない東と土田、古坂は「箸休め」のスペシャルステージとして、同世代芸人のネタを再現している。
検索ちゃんのレギュラー放送終了後も毎年12月第4金曜日深夜に放送されており、ネタ披露後、レギュラー時代の名残として、出演芸人のタレコミと、そのネタや芸人にまつわる検索件数を表示している。
| 放送日         | タイトル                                                               | 放送時間       | 出演芸人 | 備考     |
| -------------- | ---------------------------------------------------------------------- | -------------- | --- | -------- |
| 2006年12月30日 | 検索ちゃんネタ祭り2006                                                 | 0:30 - 1:55    | タカアンドトシ 陣内智則 品川庄司 友近 次長課長 爆笑問題 |          |
| 2007年12月28日 | 検索ちゃんネタ祭り2007                                                 | 23:25 - 翌1:15 | 友近 バナナマン 土田晃之&東貴博 品川庄司 次長課長 博多華丸・大吉 田中裕二&伊集院光 千原兄弟 爆笑問題                                                                            |          |
| 2008年12月19日 | 検索ちゃんネタ祭り2008                                                 | 23:25 - 翌1:15 | 髭男爵 次長課長 友近 品川庄司 バナナマン 土田晃之&東貴博 バッファロー吾郎 千原兄弟 爆笑問題                                                                                     |          |
| 2009年12月25日 | 検索ちゃんネタ祭り2009                                                 | 23:20 - 翌1:20 | オードリー 中川家 バナナマン 次長課長 友近 千原兄弟 アンタッチャブル BOOMER&プリンプリン 東貴博&土田晃之 品川庄司 爆笑問題                                                      |          |
| 2010年12月24日 | 検索ちゃんネタ祭り2010                                                 | 23:20 - 翌1:20 | オードリー バナナマン オリエンタルラジオ ドランクドラゴン 東貴博&土田晃之 中川家 劇団ひとり 品川庄司 友近 爆笑問題                                                              |          |
| 2011年12月23日 | 検索ちゃんネタ祭り2011                                                 | 23:20 - 翌1:20 | 2700 バナナマン オードリー スリムクラブ アンジャッシュ 原口あきまさ 品川庄司 友近 東貴博&土田晃之&古坂大魔王 爆笑問題                                                           |          |
| 2012年12月17日 | ストライクTV 芸人ちゃんネタ祭り！ もう一度見たいネタ見せちゃいますSP！ | 23:15 - 翌0:15 | 劇団ひとり オードリー 友近 中川家 東貴博×土田晃之 品川庄司 アンジャッシュ | 傑作選   |
| 2012年12月21日 | 検索ちゃんネタ祭り2012                                                 | 23:20 - 翌1:20 | 中川家 バナナマン 東貴博&土田晃之&西尾季隆（X-GUN） オードリー アンジャッシュ オリエンタルラジオ 友近 カンニング竹山 品川庄司 爆笑問題                                          |          |
| 2013年12月27日 | 検索ちゃんネタ祭り2013                                                 | 23:10 - 翌1:10 | オードリー うしろシティ NON STYLE 東貴博&土田晃之&堀内健（ネプチューン） 中川家 アンジャッシュ 友近 オリエンタルラジオ タカアンドトシ 爆笑問題                                  |          |
| 2014年12月26日 | 検索ちゃんネタ祭り2014                                                 | 23:10 - 翌1:10 | オードリー シソンヌ ナイツ 日本エレキテル連合 サンドウィッチマン オリエンタルラジオ（RADIO FISH) アンジャッシュ 東京03 東貴博&土田晃之&児嶋一哉（アンジャッシュ） 友近 爆笑問題 |          |
| 2015年12月25日 | 検索ちゃんネタ祭り2015                                                 | 23:10 - 翌1:10 | トレンディエンジェル オードリー サンドウィッチマン バカリズム ナイツ 東京03 東貴博&土田晃之&8.6秒バズーカー オリエンタルラジオ（RADIO FISH) 友近 爆笑問題                       |          |
| 2016年4月1日   | 実力派芸人大集合スペシャル                                             | 21:54 - 23:54  | トレンディエンジェル オードリー バカリズム NON STYLE 東京03 東貴博&土田晃之&ヒロシ アンジャッシュ ナイツ 友近 中川家 爆笑問題                                                   |          |
| 2016年12月23日 | 実力派芸人大集合スペシャル                                             | 23:10 - 翌1:10 | オードリー バイきんぐ ロバート ピコ太郎with東貴博&土田晃之 中川家 バカリズム オリエンタルラジオ（RADIO FISH) 東京03 アンジャッシュ 友近 爆笑問題                                |          |
| 2017年12月22日 | 実力派芸人大集合スペシャル                                             | 23:10 - 翌1:10 | ミキ オードリー 東京03 オリエンタルラジオ（RADIO FISH) サンドウィッチマン 東貴博&土田晃之&古坂大魔王 ナイツ アンジャッシュ 中川家 友近 爆笑問題                                 |          |
| 2018年12月21日 | 実力派芸人大集合スペシャル                                             | 23:10 - 翌1:10 | 三四郎 ハナコ チョコレートプラネット ロバート 友近 ナイツ 東貴博&土田晃之&古坂大魔王 東京03 オリエンタルラジオ（RADIO FISH feat. May J.) 中川家 爆笑問題                        |          |
| 2019年12月20日 | 第7世代をぶっ潰せ！SP                                                  | 23:15 - 翌1:15 | EXIT オードリー 四千頭身 東京03 宮下草薙 ナイツ かが屋 友近 トム・ブラウン 東貴博&土田晃之&古坂大魔王 霜降り明星 爆笑問題                                                       |          |
| 2020年12月26日 | 実力派芸人大集合スペシャル                                             | 23:00 - 翌1:00 | ミキ ミルクボーイ アルコ&ピース ロバート ロッチ 東京03 ナイツ 中川家 東貴博&土田晃之&古坂大魔王 友近 爆笑問題                                                                   |          |
| 2021年12月24日 | 実力派芸人大集合スペシャル                                             | 23:15 - 翌1:15 | 見取り図 空気階段 オードリー 東京03 ロバート ナイツ トム・ブラウン 友近 東貴博&土田晃之&古坂大魔王 爆笑問題                                                                     |          |
| 2022年12月23日 | 検索ちゃんネタ祭り2022                                                 | 23:15 - 翌1:15 | 錦鯉 ビスケットブラザーズ オードリー ハライチ ナイツ ロッチ トム・ブラウン 友近 東貴博&土田晃之&古坂大魔王 爆笑問題                                                             |          |
| 2023年12月22日 | 芸人ちゃんネタ祭りスペシャル                                           | 23:15 - 翌1:15 | モグライダー ラランド ウエストランド 東京03 ナイツ ロッチ ハライチ 友近 東貴博&土田晃之&古坂大魔王 トム・ブラウン 爆笑問題                                                      | [ 注 5 ] |

## スタッフ
2024年12月27日放送分。
- 構成：都築浩、秋葉高彰、安田聡太、野口悠介
- TM：小林恭大
- TD/SW：平間隆啓
- CAM：千ヶ崎裕介
- 音声：江尻和茂（一時離脱→復帰）
- VE：二宮紗耶
- 照明：森口花菜（一時離脱→復帰）
- PA：宇都宮晋也
- 美術デザイン：吉岡理人
- 美術進行：奥田裕美(ひろみ)・足立紗菜（テレビ朝日クリエイト）
- 大道具：副島信太郎
- 小道具：中嶋誠宗（一時離脱→復帰）
- 電飾：今西沙由子（一時離脱→復帰）
- モニター︰三浦恵太
- ヘアメイク：川口カツラ店
- スタイリスト：植田雅恵
- 編集→EED：片田真
- MA：内藤憲司
- 音効：吉田達朗
- TK：船木玉緒
- 編成：土井泰樹、安部旭紘
- 宣伝：荒木雄大
- デスク：永野智子
- 協力：IMAGICA Lab.
- 制作協力：D.Walker
- 制作スタッフ︰田中友浩、富樫海光
- アシスタントプロデューサー：鈴木園子
- ディレクター：小倉弘正、玉田大輔、茂木芳未、笹田和宏
- チーフディレクター：矢野和久（以前は、ディレクター）
- 演出：大岡慎介、舟橋政宏
- プロデューサー：藤本周二、竹山知子（D.Walker、以前は、アシスタントプロデューサー）
- ゼネラルプロデューサー：奥田創史
- 制作著作：テレビ朝日

### 過去のスタッフ
- 企画：平城隆司（以前は、チーフプロデューサー）
- 構成：福原フトシ、高橋洋二、久保貴義、古川シュウジ、梅田遼(道)人、鈴木おさむ
- TM：大島秀一、高田格、宮内太(大)翼
- TD：錦戸浩司、渡邊良平（渡邊→以前はTD/SW）
- CAM：今川愛、清水美保、廣瀬義幸（廣瀬→以前はTD/SW）、吉田千明、樗木真弥、塚原梨央
- 映像：青木和敬
- 照明：武藤潤、中本明人、武内正信、越前充弘
- PA：石渡洋志
- 音声：中田孝也、林田群士
- VE：鈴木太作、菅原功暉、東那美
- クレーン：菅野慎、俵谷祐輔、中村重光（中村→以前も担当）
- 美術デザイン：小谷知輝、森永牧子
- 美術進行：遠藤ゆか、亀井直子
- 大道具：野間恵美子
- 小道具：宮本恵美子、石川将太、河瀬郁子
- 電飾：佐藤優、佐久間森、黒野堅太郎
- モニター：神保朝之、下園拓也
- 衣裳：片瀬美穂、岩崎孝典
- フードコーディネーター：落合貴子
- 結髪：釜田智志
- メイク：甲斐女衣花
- 編成：吉川昌克、小野仁、松瀬俊一郎、宮田奈苗、松野良紀、林雄一郎（以前は、プロデューサー）、高橋正輝、吉見尚子、池田邦晃、篠宮康希、三浦靖雄、沼田真明、岡村地郎、秋谷祥加、北田暢子、小宮立千、泉良樹、熊谷和也、大塚脩平
- 広報：千葉晶子、畑田紘孝、椿本晶子
- 宣伝：椿本晶子、西田沙希、松本基弘
- 協力：東京オフラインセンター
- 制作スタッフ：上條昌樹、小林智武、柳祐輔、坂井美友、橋本直明／辻美子、弘中葵、松田隼佑、松原もなみ
- AD：北住健司
- アシスタントプロデューサー：伊部千佳子・K.K、緒方彰大、山田裕司
- ディレクター：林洋輔、太田智、真船潤、大﨑義宏、河村啓司、栗原大祐
- プロデューサー：西新、荒井祥之（荒井→以前は、編成）、荻野健太郎（荻野→以前は、演出⇒一時離脱）
- チーフプロデューサー：河口勇治
- ゼネラルプロデューサー：寺田伸也（初回以降はプロデューサー・演出⇒チーフプロデューサー）

## ネット局と放送時間
| 放送対象地域   | 放送局                 | 系列           | 放送日時                     | ネット状況 | 備考      |
| -------------- | ---------------------- | -------------- | ---------------------------- | ---------- | --------- |
| 関東広域圏     | テレビ朝日（EX）       | テレビ朝日系列 | 土曜 0:45 - 1:15（金曜深夜） | 制作局     |           |
| 秋田県         | 秋田朝日放送（AAB）    | テレビ朝日系列 | 土曜 0:45 - 1:15（金曜深夜） | 同時ネット | [ 注 6 ]  |
| 山形県         | 山形テレビ（YTS）      | テレビ朝日系列 | 土曜 0:45 - 1:15（金曜深夜） | 同時ネット |           |
| 大分県         | 大分朝日放送（OAB）    | テレビ朝日系列 | 土曜 0:45 - 1:15（金曜深夜） | 同時ネット |           |
| 沖縄県         | 琉球朝日放送（QAB）    | テレビ朝日系列 | 火曜 0:45 - 1:15（月曜深夜） | 遅れネット |           |
| 北海道         | 北海道テレビ（HTB）    | テレビ朝日系列 | 水曜 0:40 - 1:10（火曜深夜） | 遅れネット |           |
| 岩手県         | 岩手朝日テレビ（IAT）  | テレビ朝日系列 | 金曜 0:15 - 0:45（木曜深夜） | 遅れネット | [ 注 7 ]  |
| 福島県         | 福島放送（KFB）        | テレビ朝日系列 | 金曜 0:15 - 0:45（木曜深夜） | 遅れネット | [ 注 8 ]  |
| 新潟県         | 新潟テレビ21（UX）     | テレビ朝日系列 | 金曜 0:15 - 0:45（木曜深夜） | 遅れネット | [ 注 9 ]  |
| 静岡県         | 静岡朝日テレビ（SATV） | テレビ朝日系列 | 金曜 0:15 - 0:45（木曜深夜） | 遅れネット |           |
| 香川県・岡山県 | 瀬戸内海放送（KSB）    | テレビ朝日系列 | 金曜 0:15 - 0:45（木曜深夜） | 遅れネット | [ 注 10 ] |
| 福岡県         | 九州朝日放送（KBC）    | テレビ朝日系列 | 金曜 2:10 - 2:40（木曜深夜） | 遅れネット | [ 注 11 ] |
| 石川県         | 北陸朝日放送（HAB）    | テレビ朝日系列 | 土曜 16:55 - 17:25           | 遅れネット |           |
| 山口県         | 山口朝日放送（yab）    | テレビ朝日系列 | 日曜 0:30 - 1:00（土曜深夜） | 遅れネット |           |
| 中京広域圏     | メ〜テレ（NBN）        | テレビ朝日系列 | 金曜 0:50 - 1:20（木曜深夜） | 遅れネット | [ 注 12 ] |
| 愛媛県         | 愛媛朝日テレビ（eat）  | テレビ朝日系列 | 土曜 15:55 - 16:30           | 遅れネット | [ 注 13 ] |
| 熊本県         | 熊本朝日放送（KAB）    | テレビ朝日系列 | 土曜 17:00 - 17:30           | 遅れネット | [ 注 14 ] |
| 青森県         | 青森朝日放送（ABA）    | テレビ朝日系列 | 日曜 0:30 - 1:00（土曜深夜） | 遅れネット |           |
| 長野県         | 長野朝日放送（abn）    | テレビ朝日系列 | 土曜 1:10 - 1:40（金曜深夜） | 遅れネット |           |
| 宮崎県         | 宮崎放送（MRT）        | TBS系列        | 土曜 0:04 - 0:34（金曜深夜） | 遅れネット | [ 注 15 ] |

- 上記の局以外の非ネット局や他系列局でも主にゴールデンでの特番などが遅れネットで放送されていた。

### 不定期ネット局
- 近畿広域圏：朝日放送（ABC）[注 16] - 休止した遅れネット番組の代替として不定期で放送されたことがあった。
- 広島県：広島ホームテレビ（HOME） - 同上。
- 徳島県：四国放送（JRT・日本テレビ系列） - 2008年4月3日にスペシャル版（2007年の年末スペシャル）を放送し、4月10日からレギュラー放送を開始したが、9月25日にレギュラー放送を終了、後に未明（深夜）枠の穴埋めで放送されていた。

### 過去のネット局
- 富山県：富山テレビ（BBT・フジテレビ系列） - 2007年10月から放送されていたが、2008年4月6日をもってネット打ち切り。以降は特番のみ放送されていた。
- 鳥取県・島根県：山陰放送（BSS・TBS系列） - 日曜 1:55 - 2:25（土曜深夜）に放送されていたが、2008年10月5日をもってネット打ち切り。